# Mistrzostwa Polski w Short Tracku 2013
Mistrzostwa Polski w Short Tracku 2013 – 17. edycja mistrzostw, która odbyła się w dniach 22–24 marca 2013 roku na lodowisku Helena w Elblągu.

## Wyniki

### Kobiety

#### 500 metrów
Finał
| Miejsce | Zawodniczka           | Klub              | Wynik  |
| ------- | --------------------- | ----------------- | ------ |
| 1.      | Patrycja Maliszewska  | Juvenia Białystok | 45,787 |
| 2.      | Nikola Mazur          | Juvenia Białystok | 46,158 |
| 3.      | Marta Wójcik          | AZS Opole         | 46,218 |
| 4.      | Barbara Kobylakiewicz | Juvenia Białystok | 46,275 |

#### 1000 metrów
Finał
| Miejsce | Zawodniczka           | Klub              | Wynik    |
| ------- | --------------------- | ----------------- | -------- |
| 1.      | Patrycja Maliszewska  | Juvenia Białystok | 1:38,430 |
| 2.      | Barbara Kobylakiewicz | AZS Opole         | 1:39,686 |
| 3.      | Nikola Mazur          | Juvenia Białystok | 1:42,909 |
| 4.      | Paula Bzura           | Juvenia Białystok | 2:04,707 |

#### 1500 metrów
Finał
| Miejsce | Zawodniczka           | Klub              | Wynik    |
| ------- | --------------------- | ----------------- | -------- |
| 1.      | Barbara Kobylakiewicz | AZS Opole         | 2:46,135 |
| 2.      | Patrycja Maliszewska  | Juvenia Białystok | 2:46,261 |
| 3.      | Natalia Maliszewska   | Juvenia Białystok | 2:46,733 |
| 4.      | Marta Wójcik          | AZS Opole         | 2:46,848 |
| 5.      | Oliwia Gawlica        | AZS Opole         | 2:47,183 |
| 6.      | Paula Bzura           | Juvenia Białystok | 3:12,849 |

#### Superfinał 3000 metrów
Finał
| Miejsce | Zawodniczka           | Klub              | Wynik    |
| ------- | --------------------- | ----------------- | -------- |
| 1.      | Paula Bzura           | Juvenia Białystok | 5:38,414 |
| 2.      | Oliwia Gawlica        | AZS Opole         | 5:40,692 |
| 3.      | Patrycja Maliszewska  | Juvenia Białystok | 5:44,189 |
| 4.      | Marta Wójcik          | AZS Opole         | 5:47,317 |
| 5.      | Barbara Kobylakiewicz | AZS Opole         | 5:47,926 |
| 6.      | Nikola Mazur          | Juvenia Białystok | 6:07,143 |
| 7.      | Natalia Maliszewska   | Juvenia Białystok | 6:17,876 |

#### Wielobój
Klasyfikacja
| Miejsce | Zawodniczka           | Klub              | Dystanse | Dystanse | Dystanse | Punkty |
| Miejsce | Zawodniczka           | Klub              | 1500 m   | 500 m    | 1000 m   | Punkty |
| ------- | --------------------- | ----------------- | -------- | -------- | -------- | ------ |
| 1.      | Patrycja Maliszewska  | Juvenia Białystok | 5        | 1        | 1        | 102    |
| 2.      | Barbara Kobylakiewicz | AZS Opole         | 6        | 4        | 2        | 68     |
| 3.      | Paula Bzura           | Juvenia Białystok | 7        | 7        | 4        | 45     |
| 4.      | Nikola Mazur          | Juvenia Białystok | 20       | 2        | 3        | 37     |
| 5.      | Marta Wójcik          | AZS Opole         | 8        | 3        | 5        | 29     |
| 6.      | Oliwia Gawlica        | AZS Opole         | 7        | 6        | 7        | 26     |
| 7.      | Natalia Maliszewska   | Juvenia Białystok | 10       | 5        | 8        | 15     |

#### Sztafeta 3000 metrów
Finał
| Miejsce | Klub | Wynik    |
| ------- | --- | -------- |
| 1.      | Juvenia Białystok Agnieszka Tawrel Natalia Maliszewska Nikola Mazur Patrycja Maliszewska Paula Bzura          | 4:34,678 |
| 2.      | AZS Opole Barbara Kobylakiewicz Kaja Pniewska Magdalena Szwajlik Marta Wójcik Oliwia Gawlica                  | 4:43,377 |
| 3.      | Juvenia Białystok II Adrianna Ciwoniuk Agata Bogdan Magdalena Warakomska Patrycja Rokicka Patrycja Roszkowska | 4:47,137 |
| 4.      | Orzeł Elbląg Dorota Kisielewska Kamila Stormowska Marika Surowiec Mariola Rybak Weronika Surowiec             | 5:00,099 |

### Mężczyźni

#### 500 metrów
Finał
| Miejsce | Zawodnik            | Klub              | Wynik  |
| ------- | ------------------- | ----------------- | ------ |
| 1.      | Bartosz Konopko     | Juvenia Białystok | 42,890 |
| 2.      | Sebastian Kłosiński | Orzeł Elbląg      | 43,032 |
| 3.      | Adam Filipowicz     | AZS Opole         | 44,317 |
| 4.      | Wojciech Kraśnicki  | Juvenia Białystok | 44,615 |

#### 1000 metrów
Finał
| Miejsce | Zawodnik            | Klub                | Wynik    |
| ------- | ------------------- | ------------------- | -------- |
| 1.      | Bartosz Konopko     | Juvenia Białystok   | 1:31,317 |
| 2.      | Dawid Rzemieniecki  | Juvenia Białystok   | 1:31,323 |
| 3.      | Sebastian Kłosiński | Orzeł Elbląg        | 1:31,495 |
| 4.      | Rafał Grycner       | Stoczniowiec Gdańsk | 1:32,057 |
| 5.      | Wojciech Kraśnicki  | Juvenia Białystok   | 1:34,166 |

#### 1500 metrów
Finał
| Miejsce | Zawodnik            | Klub                | Wynik    |
| ------- | ------------------- | ------------------- | -------- |
| 1.      | Bartosz Konopko     | Juvenia Białystok   | 2:32,259 |
| 2.      | Jakub Jaworski      | Juvenia Białystok   | 2:32,867 |
| 3.      | Sebastian Kłosiński | Orzeł Elbląg        | 2:33,089 |
| 4.      | Wojciech Kamieński  | Juvenia Białystok   | 2:33,339 |
| 5.      | Rafał Grycner       | Stoczniowiec Gdańsk | 2:33,471 |
| 6.      | Dawid Rzemieniecki  | Juvenia Białystok   | 2:36,131 |
| 7.      | Szymon Wilczyk      | Juvenia Białystok   | 2:39,746 |

#### Superfinał 3000 metrów
Finał
| Miejsce | Zawodniczka         | Klub                | Wynik    |
| ------- | ------------------- | ------------------- | -------- |
| 1.      | Jakub Jaworski      | Juvenia Białystok   | 5:14,689 |
| 2.      | Dawid Rzemieniecki  | Juvenia Białystok   | 5:14,923 |
| 3.      | Wojciech Kamieński  | Juvenia Białystok   | 5:15,749 |
| 4.      | Adam Filipowicz     | AZS Opole           | 5:19,120 |
| 5.      | Sebastian Kłosiński | Orzeł Elbląg        | 5:22,328 |
| 6.      | Wojciech Kraśnicki  | Juvenia Białystok   | 5:42,943 |
| 7.      | Rafał Grycner       | Stoczniowiec Gdańsk | 6:12,433 |
| 8.      | Bartosz Konopko     | Juvenia Białystok   | DNF      |

#### Wielobój
Klasyfikacja
| Miejsce | Zawodniczka         | Klub                | Dystanse | Dystanse | Dystanse | Punkty |
| Miejsce | Zawodniczka         | Klub                | 1500 m   | 500 m    | 1000 m   | Punkty |
| ------- | ------------------- | ------------------- | -------- | -------- | -------- | ------ |
| 1.      | Bartosz Konopko     | Juvenia Białystok   | 1        | 1        | 1        | 102    |
| 2.      | Jakub Jaworski      | Juvenia Białystok   | 2        | 6        | 8        | 55     |
| 3.      | Sebastian Kłosiński | Orzeł Elbląg        | 3        | 2        | 3        | 52     |
| 4.      | Dawid Rzemieniecki  | Juvenia Białystok   | 6        | 7        | 2        | 45     |
| 5.      | Wojciech Kamieński  | Juvenia Białystok   | 4        | 5        | 7        | 21     |
| 6.      | Adam Filipowicz     | AZS Opole           | 18       | 3        | 6        | 21     |
| 7.      | Wojciech Kraśnicki  | Juvenia Białystok   | 8        | 4        | 5        | 21     |
| 8.      | Rafał Grycner       | Stoczniowiec Gdańsk | 5        | 9        | 4        | 15     |
| 9.      | Szymon Wilczyk      | Juvenia Białystok   | 7        | 31       | 9        | 2      |

#### Sztafeta 5000 metrów
Finał
| Miejsce | Klub | Wynik    |
| ------- | --- | -------- |
| 1.      | Juvenia Białystok Bartosz Konopko Dawid Rzemieniecki Jakub Jaworski Rafał Piórecki Szymon Wilczyk          | 7:05,325 |
| 2.      | Juvenia Białystok II Bartosz Bielecki Jakub Korolczuk Paweł Czaczkowski Paweł Kozłowski Wojciech Kraśnicki | 7:26,557 |
| 3.      | Orzeł Elbląg Adrian Jasiński Dawid Kowalski Michał Domański Sebastian Kłosiński                            | 7:28,141 |
| 4.      | Juvenia Białystok IV Jakub Borowski Karol Nieścier Marek Taudul Michał Skorulski Radosław Zawiślak         | 7:57,559 |